# 김한일 (기자)
김한일(金漢一, 1964년~)은 대한민국의 기자이다. 재일 한국인 2세이며, 아사히 신문사 소속으로 활동하고 있다.